# Присяга граждан Херсонеса

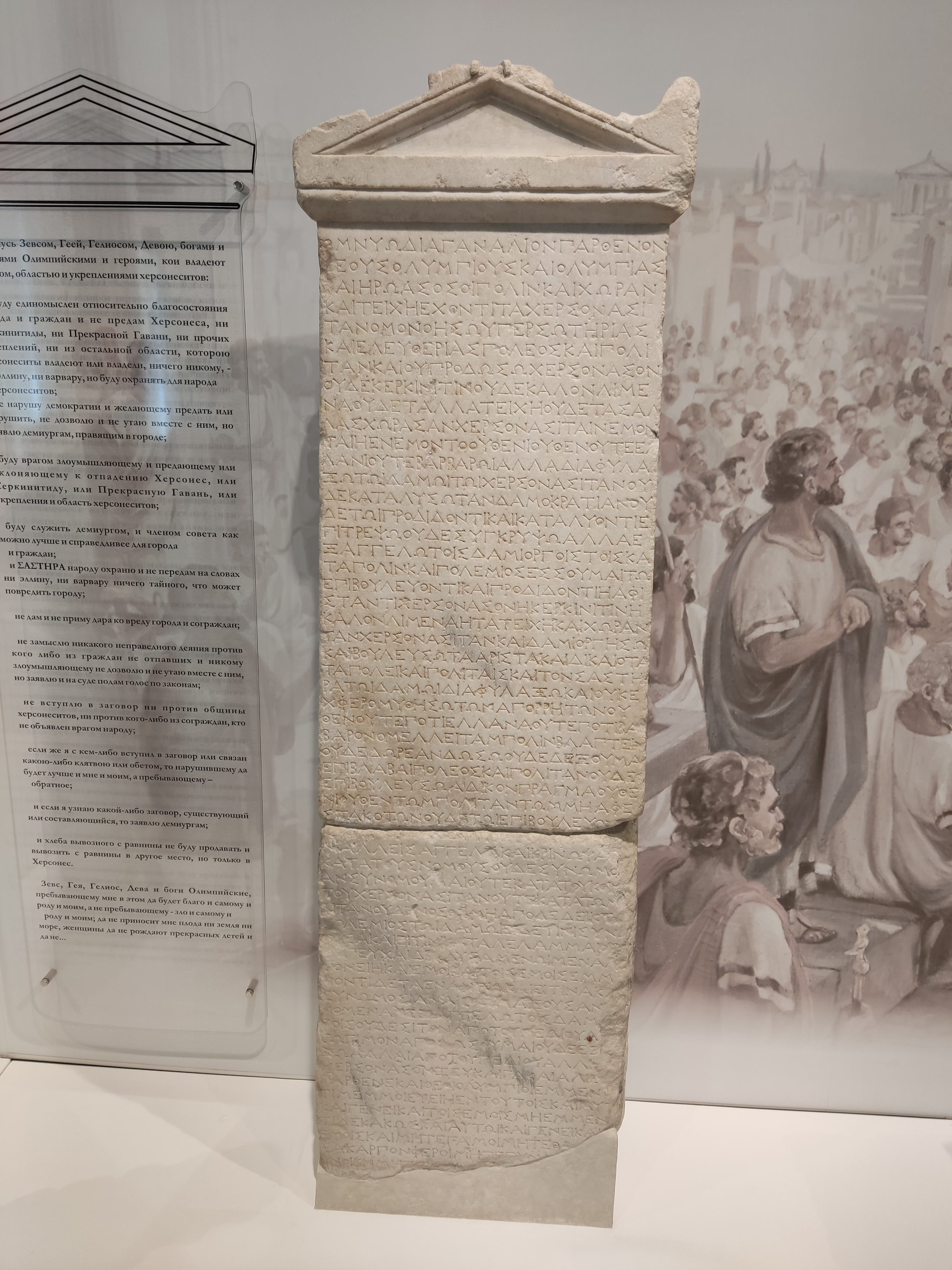
Присяга в музее

Присяга граждан Херсонеса — эпиграфический памятник Херсонеса Таврического. По мнению большинства специалистов она датируется началом III века до н. э.

## Краткое описание
Присяга граждан Херсонеса отчеканена на плите из белого мрамора, украшена вверху карнизом и фронтоном. Эту плиту нашли на центральной площади Херсонеса, у Владимирского собора, верхняя и нижняя части — в 1890 году в 1891 году, а небольшой фрагмент — в 1899 году. Надпись на плите сохранилась почти полностью (не хватает только части заключительной фразы). В научный оборот памятник ввел В. В. Латышев.

## Текст присяги
Текст присяги приведен на сайте музея-заповедника «Херсонес Таврический»

Клянусь Зевсом, Геей, Гелиосом, Девою, богами и богинями Олимпийскими и героями, кои владеют городом, областью и укреплениями херсонеситов:
я буду единомыслен относительно благосостояния города и граждан и не предам Херсонеса, ни Керкинитиды, ни Прекрасной Гавани, ни прочих укреплений, ни из остальной области, которою херсонеситы владеют или владели, ничего никому, — ни эллину, ни варвару, но буду охранять для народа херсонеситов;
не нарушу демократии и желающему предать или нарушить, не дозволю и не утаю вместе с ним, но заявлю демиургам, правящим в городе;
буду врагом злоумышляющему и предающему или склоняющему к отпадению Херсонес, или Керкинитиду, или Прекрасную Гавань, или укрепления и область херсонеситов;
буду служить демиургом, и членом совета как можно лучше и справедливее для города и граждан;
и ΣАΣТНРА народу охраню и не передам на словах ни эллину, ни варвару ничего тайного, что может повредить городу;
не дам и не приму дара ко вреду города и сограждан;
не замыслю никакого неправедного деяния против кого либо из граждан не отпавших и никому злоумышляющему не дозволю и не утаю вместе с ним, но заявлю и на суде подам голос по законам;
не вступлю в заговор ни против общины херсонеситов, ни против кого-либо из сограждан, кто не объявлен врагом народу;
если же я с кем-либо вступил в заговор или связан какою-либо клятвою или обетом, то нарушившему да будет лучше и мне и моим, а пребывающему — обратное;
и если я узнаю какой-либо заговор, существующий или составляющийся, то заявлю демиургам;
и хлеба вывозного с равнины не буду продавать и вывозить с равнины в другое место, но только в Херсонес.

Зевс, Гея, Гелиос, Дева и боги Олимпийские, пребывающему мне в этом да будет благо и самому и роду и моим, а не пребывающему — зло и самому и роду и моим; да не приносит мне плода ни земля ни море, женщины да не рождают прекрасных детей и да не… 

## Комментарий и значение документа
В. Латышев считал, что присяга приносилась каждым херсонесцем при вступлении в общины города. Зато С. А. Жебелёв высказывал мнение о том, что присяга является реакцией властных структур на планируемый но нереализованный или подавленный мятеж, в связи с чем от граждан города требовалось подтвердить свою лояльность. Близкую к Жебелёву версию выдвигала также Э. И. Соломоник.
Из Присяги можно составить представление о границах владений Херсонеса, который был не просто колонией, а влиятельной региональной державой, которая контролировала также Керкинитиду (сейчас Евпатория), Прекрасную гавань (сейчас Черноморское), ряд укреплений и земель на западном берегу Крыма и ближайшую сельскохозяйственную территорию (хора) на Гераклейском полуострове. С экономической точки зрения присяга свидетельствует о наличии хлебной монополии и торговле херсонеситов со скифами. Можно также узнать о государственном устройстве в городе-государстве Херсонес; так основными органами города были Совет и Народное собрание. Руководители города называются в присяге демиургами.
В присяге, что имела характер клятвы, кроме главной триады греческих богов — Зевс, Гея и Гелиос — херсонесцы просят об опеке богиню Деву, которая была главной покровительницей города. Дева — божество аборигенов Крыма тавров, заимствованная греками Херсонеса. Позже Дева стала отождествляться с Артемидой.
Значение слова ΣАΣТНРА («састер») остается не до конца выясненным. По мнению В. С. Крисаченко, слово «састер» указывает на первоначальное святилище Девы, которое по заключению С. А. Жебелёва, находилось на расстоянии 100 стадий (17,7 км) от Херсонеса, на мысе Парфения (Фиолент).